# Misumena beta
Misumena beta es una especie de araña del género Misumena, familia Thomisidae.

## Distribución
Esta especie se encuentra en Nueva Guinea.